# Dios solar

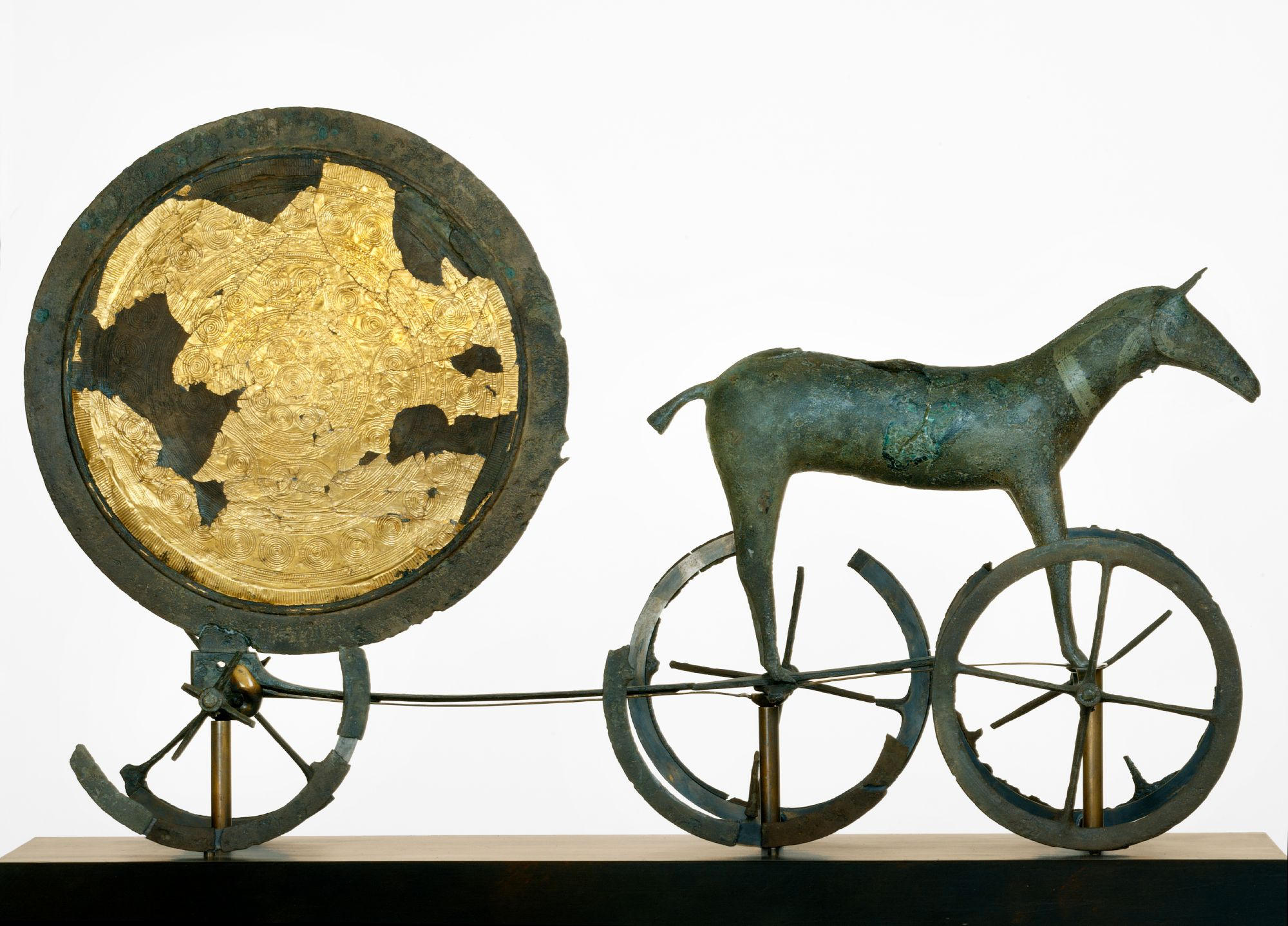
El carro solar de Trundholm representa una parte importante de la mitología nórdica.

Un dios solar representa al Sol o aspectos de él, como pueden ser los rayos solares. En la mitología de muchas culturas el Sol era un dios; fue venerado a lo largo de la Historia en muchas civilizaciones, como la egipcia, la mesopotámica, la mexica, la incaica, la china, la japonesa, la griega o en religiones como la hinduista. Se considera que el culto al Sol pudo ser el origen del henoteísmo y, después, del monoteísmo.

## Barca solar

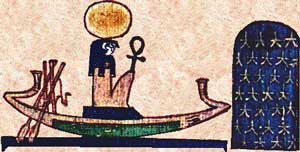
Ra en su barca solar.

Una barca solar o bote solar es una representación mitológica del sol conduciendo una barca. 
- En el Neolítico los petroglifos muestran, en algunos casos, posibles barcas solares.
- Los petroglifos nórdicos de la Edad del Bronce incluyen barcas en diferentes constelaciones.
- El barco de Jufu (Keops) de 43,6 metros de longitud, fue encontrado en el complejo de la Gran Pirámide de Guiza y se calcula que fue construido hacia el 2500 a. C., ejemplo de la importancia y simbolismo de la barca solar para el paso al otro mundo.

- Muchos dioses egipcios son considerados dioses solares, como Ra (mitología)

## Carro solar
El carro solar es otra representación mitológica, como la barca solar, pero algo más reciente, ya que se estima que su origen corresponde a la expansión indoeuropea, después de la invención del carro, en el II milenio a. C.
- El carruaje solar de Trundholm, de un dios nórdico.
- En Grecia, Helios conduce un carro[1] y también Faetón.[2]
- El Sol Invictus fue representado en un cuadriga en el reverso de una moneda romana.[3]
- Suria es un dios védico que representa al Sol en el panteón hindú y es mostrado conduciendo un carro con siete caballos.
- Asimismo, el judaísmo también cuenta con un ejemplo de representante divino en Elías, quién tras abandonar su cometido profético delega su testimonio a su aprendiz y sucesor Eliseo elevándose hacia los cielos montado sobre un carro arreado por caballos.
- Odín en la tradición escandinava es también otra figura solar (representado por su ojo derecho) quien, cabalga sobre su veloz corcel sleipnir de ocho patas.
- Saule diosa lituana de cabellos dorados, atravesó el cielo sobre un carro empujado por dos hermosos caballos blancos con crines doradas, luchando contra los poderes de la oscuridad.
- Sunna: diosa nórdica solar, conocida también como Sol, fue arrastrada hacia el cielo por su carro tirado por dos caballos.
- Xatel Ekwa: Diosa húngara de la antigua Europa, se la relaciona con tres corceles cabalgando por el aire.

## Dioses solares por culturas

### Según los egipcios

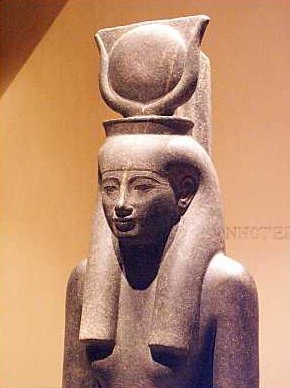
Estatua de Hathor, en el museo de Luxor, portando el disco solar.

Para los egipcios el sol representaba germinación, calor y luz. Esto hizo que las deidades solares fueran importantes.
En Egipto, el culto al Sol prevaleció durante siglos y se asoció su poder a muchos dioses, como Horus, Ra, Uadyet, Sejmet, Hathor, Nut, Isis, Bat y Menhit. A partir de la quinta dinastía, los dioses locales se funden con Ra para crear divinidades sincréticas: Atum-Ra, Min-Ra o Amón-Ra.
Durante la dinastía XVIII, el faraón Akenatón cambió, temporalmente, el politeísmo que se practicaba en Egipto, proclamando un monoteísmo en torno a Atón, representado por el disco solar, posiblemente para contrarrestar la gran influencia del clero de Amón.

### Según los mesopotámicos

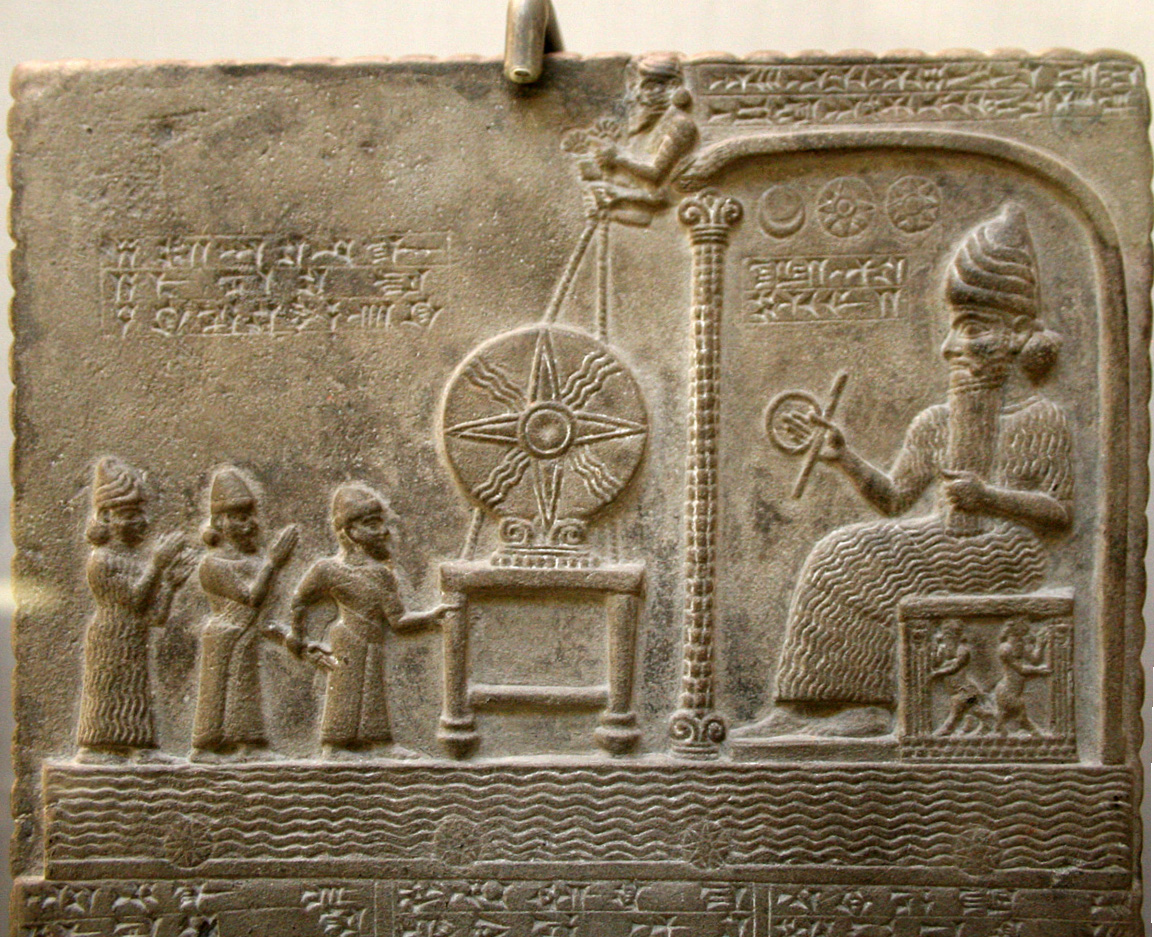
Tablilla de Utu/Shamash que es mostrado sentado en el trono, frente a un rey babilonio entre dos deidades que interceden por él.

El dios sumerio del sol Utu (en acadio Shamash), que era al mismo tiempo dios de la justicia, jugó un importante papel en la zona mesopotámica durante la Edad del Bronce. Formaba parte de una tríada astral junto al dios lunar Nanna (en acadio, Sin) y la diosa del amor y de la guerra Inanna, cuyo símbolo era la estrella de la mañana.
Utu era el señor de la luz y por su posición estelar podía ver todo lo que pasaba en la Tierra y por eso podía impartir justicia.

### Según los griegos
En Grecia, el dios del sol era Helios quien era concebido como un hermoso dios que usaba una corona aurífera de gran y poderoso brillo. Él conducía un carro por el cielo cada día hasta el océano, río perfecto que circundaba la tierra, Gea.
Homero señala al carro de Helios como tirado por toros de fuego, aunque Píndaro lo escribió que por «corceles que arrojaban fuego».
Hesíodo también indica a Eos como una diosa solar griega asociada a la aurora, siendo hija del titán Hiperión y Tea.

### Según los incas
La cultura inca, asentada en lo que hoy es el Perú,  Ecuador, Bolivia, y parte de Colombia, Chile y Argentina, tenía como deidad más importante al Dios Sol llamado Inti. El Inca o emperador, era considerado hijo de Inti. Se dice en la leyenda de Manco Cápac y Mama Ocllo que ellos fueron enviados por su padre el Sol, nacido en la isla del sol, en el sagrado lago Titicaca. Considerado por las dinastías incaicas como el Sumo Hacedor. Con la colonización española, y la religión católica impuesta, los súbditos del imperio inca fueron obligados a que dejáran de adorarlo. La esposa de Inti, Quilla, era la Luna, diosa de la mujer y de los quehaceres femeninos. En honor al dios sol se celebra cada 24 de junio el Inti Raymi y en diciembre el Cápac Raymi.

### Según los muiscas
Para los Muiscas (cultura precolombina asentada en buena parte del territorio que es hoy Colombia) el Dios Sol es Sué, que fue creado junto con las estrellas, por el gran Chiminigagua, el dios del que fue parido el todo. El dios Xué es también hermano de Chía, la luna. Xué en algún momento llegó a la tierra para promulgar la moral y a enseñar artes.

### Según los bálticos
En la cultura baltica tradicional celebraban a la diosa del sol y patrona de los huérfanos y desafortunados (Saulė) encendiendo una gran hoguera y danzando alrededor durante el Jāņi (actualmente fiesta de San Juan).

### Según los mexicas
En el panteón mexica, Tonahtiuh vivía de la sangre y corazones de los sacrificios humanos. Asimismo, el mito del nacimiento de Huitzilopochtli, dios patrono de los mexicas, es una alegoría bélica del amanecer por la que se sustentaba la aspiración bélica de ese pueblo y se justificaban las guerras floridas.

### Otras culturas
- En la simbología cristiana, el sol suele referirse al propio Dios o a Jesucristo. No obstante que desde el relato de la Creación del Génesis, se describe al astro como "la lumbrera mayor" (Génesis 1, 14-16).
- El Sol y la Luna simbolizan el oro y la plata, rey y reina, alma y cuerpo, ojo derecho y ojo izquierdo.
- El Sol ('Ekhi') en la mitología vasca, es hija de la tierra ('Amalur') a la cual se le despide cuando desaparece por 'Itxasgorrieta' a las entrañas de la tierra para alumbrar a los subterráneos.
- El Sol es el Padre Universal. La Tierra simboliza la Madre Naturaleza y la fecundidad.
- Amaterasu es la diosa del Sol en el sintoísmo y antepasada de la familia imperial de Japón, según dicha religión.
- En la cultura tamazight de Canarias tenían como deidad solar a Magec, Alcorac o Abora, según las islas.
- En la mitología selknam, el howenh del sol era Kren, hijo de Kranakhátaix, el viejo sol. Estaba casado con la luna, Kre.